# Pedro Osorio de Villalobos
Pedro Osorio de Villalobos, señor de Navia, Burón y Valle de Lourenzá, fue un noble gallego del siglo XIV que participó en la Gran Guerra Irmandiña.

## Trayectoria

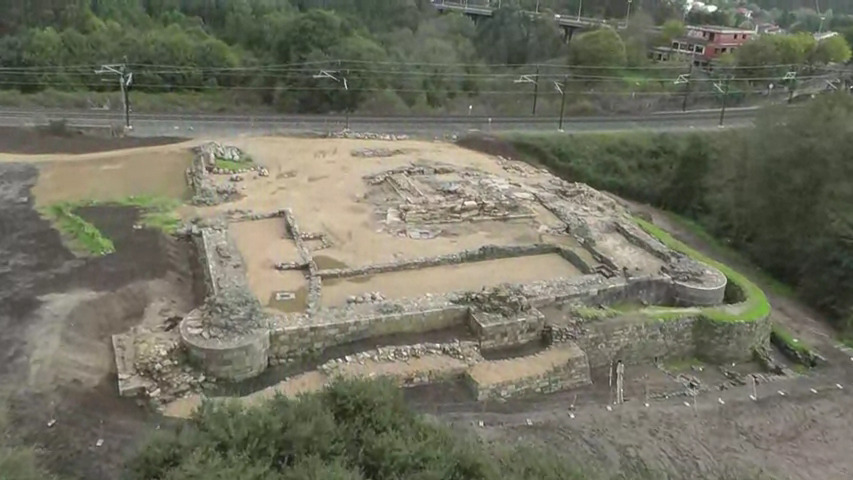
Vista del Castillo de la Rocha Forte.

Era el quinto hijo de Pedro Álvarez Osorio, señor de Villalobos y primer conde de Trastámara, que falleció después del cerco de Santiago de Compostela. Por matrimonio estaba vinculado a la familia de los Moscoso.
Durante la revuelta de los Irmandiños dirigió la hermandad en el señorío de Santiago, y participó activamente en la destrucción del Castillo de la Rocha Forte. Fue derrotado por Pedro Madruga en la Almáciga, a las puertas de Compostela, y en 1469 quedó preso por Diego de Andrade en Puentedeume. donde murió.
Tuvo cuatro hijos, Alfonso Osorio de Moscoso (que murió de peste en 1496 en Flandes), Bernal Yáñez de Moscoso, Rodrigo Osorio de Moscoso, segundo conde de Altamira fallecido el 15 de enero de 1510 en Orán y Álvaro Osorio de Moscoso, dominico obispo de Astorga.